# 日本劇作家協会新人戯曲賞
日本劇作家協会新人戯曲賞（にほんげきさっかきょうかいしんじんぎきょくしょう）は、日本劇作家協会が主催する戯曲の賞。
演劇界の未来を担う才能に道を拓くことを期し、1995年より開催。新人劇作家の登龍門となっている。
一次審査と二次審査を経て最終候補作を選出したのち受賞作を決定。最終選考会が一般公開で行われている。審査員は応募者の希望により選出され、受賞作が最終選考会の場で発表される。例年の最終候補作は、単行本にまとめて出版されている。

## 受賞者・受賞作品一覧
| 年   | 回 | 受賞作                                                        | 佳作                                        | 最終選考作品 |
| ---- | -- | ------------------------------------------------------------- | ------------------------------------------- | --- |
| 1995 | 1  | 長谷川孝治 『職員室の午後』                                   | くまがいマキ 『彼岸から 水波の隔て 神の旅』 | 楠本幸男『天神町一番地－広島・あの頃・消えた町』 長谷川孝治『職員室の午後』 永山智行『空の月、胸の石-それでもきみといつまでも』 赤井俊哉『大走者網』 高見亮子『－新編－遠くを見る癖』 くまがいマキ『彼岸から 水波の隔て 神の旅』 丸尾聡『INAMURA走れ!』 |
| 1996 | 2  | 杉浦久幸 『あなたがわかったと言うまで』                       |                                             | 永山智行『北へ帰る』 萬雄一郎『月光に死す』 杉浦久幸『あなたがわかったと言うまで』 長谷基弘『私のエンジン』 田中守幸『その時ぼくはコインを高く投げた』 佃典彦『KAN-KAN』                                                                                |
| 1997 | 3  | 泊篤志 『生態系カズクン』                                     |                                             | 門肇『こころゆくまで。』 なかじょうのぶ『カイゴの鳥』 大森寿美男『男的女式』 泊篤志『生態系カズクン』 吉村八月『AGE OF "CHAIN-SAW"〜ナイチンゲールの終わり』 長谷基弘『この藍、侵すべからず』                                                           |
| 1998 | 4  | 夏井孝裕 『knob』                                             | 角ひろみ 『あくびと風の威力』               | EMI『ペナルティ・マリア』 角ひろみ『あくびと風の威力』 宇都宮裕三『TOGETHER AGAIN‐ゴッホからの最後の手紙』 篠原久美子『マクベスの妻と呼ばれた女』 夏井孝裕『knob』                                                                                      |
| 1999 | 5  | 高野竜 『ハメルンのうわさ』                                   |                                             | 中田満之『ファミリータイム・セミナー』 高野竜『ハメルンのうわさ』 岡田望『無敵』 林万太『自然薯とニワトリ』 石沢克宜『進め！ウルトラ整備隊』 はせひろいち『不測の神々』                                                                                 |
| 2000 | 6  | 小里清 『Hip Hop Typhoon‐少女には死にたがるクセがある』       | 大岩真理 『ほどける双子』                   | 小里清『Hip Hop Typhoon‐少女には死にたがるクセがある』 佐分克敏『丘の上のハムレットのバカ』 大岩真理『ほどける双子』 佃典彦『精肉工場のミスター・ケチャップ』 芳崎洋子『桜桃ごっこ』 田辺剛『letters』                                                  |
| 2001 | 7  | 棚瀬美幸 『帰りたいうちに』                                   | 芳崎洋子 『沙羅、すべり』                   | 芳崎洋子『沙羅、すべり』 高井鴎『この世の果て』 自由下僕『蛇口』 文月奈緒子『風の通る場所』 棚瀬美幸『帰りたいうちに』 |
| 2002 | 8  | 芳崎洋子 『ゆらゆらと水』                                     |                                             | 吉田小夏『うちのだりあの咲いた日に』 明神慈『ピン・ポン』 芳崎洋子『ゆらゆらと水』 田辺剛『あたたかい棺桶』 石原美か子『魚眼パノラマ』 |
| 2003 | 9  | 黒岩力也 『カナリア』                                         |                                             | 岩崎裕司『僕の言葉に訳せない』 黒岩力也『カナリア』 遠藤晶『ごちそうさん』 松井周『通過』 詩森ろば『紅き深爪』 山本貴士『エコー、傷』 |
| 2004 | 10 | ひょうた 『東おんなに京おんな』                               |                                             | 竹田和弘『自動娘』 澤藤桂『蔵』 新井哲『或女の石々』 吉田小夏『時計屋の恋』 山本真紀『人生はバラ色だ〜なっちゃん空を飛ぶ〜』 ひょうた『東おんなに京おんな』                                                                                             |
| 2005 | 11 | 田辺剛 『その赤い点は血だ』                                   | やまうちくみこ 『アナザー』                 | 下西啓正『汚い月』 田辺剛『その赤い点は血だ』 松井周『ワールドプレミア』 やまうちくみこ『アナザー』 井上こころ『笑うタンパク質』 |
| 2006 | 12 | 嶽本あゆ美『ダム』                                            |                                             | 岩崎裕司『突端の妖女』 山之内宏一『宮さんのくんち』 松田清志『風穴』 新井哲『返事』 嶽本あゆ美『ダム』 島林愛『マトリョーシカの鞦韆（ふらここ）』 |
| 2007 | 13 | 黒川陽子 『ハルメリ』                                         |                                             | スエヒロケイスケ『犬目線/握り締めて』 柳原和音『テンマ船の行方』 黒川陽子『ハルメリ』 吉田小夏『おやすみ、枇杷の木』 森馨由『春の鯨』 |
| 2008 | 14 | ナカヤマカズコ 『しびれものがたり』                           |                                             | 乾緑郎『SOLITUDE』 金塚悦子『葉子』 三谷智子『長男』 ナカヤマカズコ『しびれものがたり』 宇野正玖『俯瞰する庭園』 |
| 2009 | 15 | 横山拓也 『エダニク』                                         |                                             | 横山拓也『エダニク』 中澤日菜子『石灯る夜』 吉田小夏『雨と猫といくつかの嘘』 田川啓介『誰』 福田修志『マチクイの詩』 |
| 2010 | 16 | 平塚直隆 『トラックメロウ』 鹿目由紀 『ここまでがユートピア』 |                                             | 肥田知浩『どどめジャム』 秋之桜子『猿』 咲恵水『朔日に紅く咲く』 滝本祥生『春の遭難者』 平塚直隆『トラックメロウ』 |
| 2011 | 17 | 柳井祥緒 『花と魚』                                           |                                             | 広田淳一『ロクな死にかた』 佐々木充郭『ねぼすけさん』 三谷るみ『元禄夜討心中』 咲恵水『娘帰る』 登米裕一『スメル』 柳井祥緒『花と魚』 |
| 2012 | 18 | 原田ゆう 『見上げる魚と目が合うか？』                         |                                             | 石原燃『人の香り』 広田淳一『うれしい悲鳴』 鈴木アツト『グローバル・ベイビー・ファクトリー －Global Baby Factory』 長谷川彩『メガネとマスク』 原田ゆう『見上げる魚と目が合うか？』 宮園瑠衣子『偽りのない町』                                           |
| 2013 | 19 | 刈馬カオス 『クラッシュ・ワルツ』                             |                                             | 服部紘二『獏、降る』 春陽漁介『ト音』 刈馬カオス『クラッシュ・ワルツ』 山田百次『東京アレルギー』 森馨由 『血の家』 |
| 2014 | 20 | 角ひろみ 『狭い家の鴨と蛇』                                   |                                             | くるみざわしん『蛇には、蛇を』 角ひろみ『狭い家の鴨と蛇』 八鍬健之介『龍とオイル』 清水弥生『ブーツ・オン・ジ・アンダーグラウンド』 岡田尚子『さよならアイドル』                                                                                        |
| 2015 | 21 | 象千誠 『畳と巡礼』                                           |                                             | 岡田鉄兵『南吉野村の春』 國吉咲貴『アキラ君は老け顔』 象千誠『畳と巡礼』 ハセガワアユム『少年は銃を抱く』 南出謙吾『ずぶ濡れのハト』 藤原佳奈『夜明けに、月の手触りを』                                                                                 |
| 2016 | 22 | 南出謙吾 『触れただけ』                                       |                                             | 守田慎之介『もものみ。』 高石紗和子『プラヌラ』 南出謙吾『触れただけ』 長谷川源太『カミと蒟蒻』 太田衣緒『the Last Supper』 |
| 2017 | 23 | 出口明・大田雄史 『うかうかと終焉』                           |                                             | くるみざわしん『精神病院つばき荘』 ピンク地底人3号『黒いらくだ』 八鍬健之介『アカメ』 長谷川彩『下校の時間』 出口明・大田雄史『うかうかと終焉』 |
| 2018 | 24 | ピンク地底人3号 『鎖骨に天使が眠っている』                    |                                             | 守田慎之介『あくたもくた』 大西弘記『へたくそな字たち』 ピンク地底人3号『鎖骨に天使が眠っている』 中村ノブアキ『焔ーほむら』 清水弥生『リタイアメン』 小高知子『光の中で目をこらす』                                                                    |
| 2019 | 25 | 三吉ほたて 『泳げない海』                                     |                                             | 大西弘記『宮城1973 〜のぞまれずさずかれずあるもの〜』 在原彩生『月漸く昇る』 奥村千里 『Gloria』 方丈栖『郊外組曲』 三吉ほたて『泳げない海』 藤井颯太郎『盲年』                                                                                         |
| 2020 | 26 | 竹田モモコ 『いびしない愛』                                   |                                             | 有吉朝子『キラメク！』 斜田章大『サカシマ』 ビト『椅子は椅子』 河合穂高『春の遺伝子』 竹田モモコ『いびしない愛』 泉晟 『(一)変容する日々 (二)燃料用ガスがあたえられたとせよ』                                                                           |
| 2021 | 27 | 髙山さなえ 『あなたがわたしを忘れた頃に』                     |                                             | 鈴木アツト『エーリヒ・ケストナー－消された名前』 深谷晃成『下品なジョン・ドー 笑顔のベティ・ドー』 上岡久美子『天と地のまなか－没後70年原民喜伝』 髙山さなえ 『あなたがわたしを忘れた頃に』 ナガイヒデミ『荒野 Heath』 近藤輝一 『ナイト・クラブ』      |
| 2022 | 28 | 該当作なし                                                    | 仁科久美 『わたしのそばの、ゆれる木馬』     | くるみざわしん 『犬のペスト』（辞退） 川津羊太郎『妄膜／剥離』 田中浩之 『ガンダーラ、愛の国』 八木橋努 『僕らの城』 仁科久美『わたしのそばの、ゆれる木馬』                                                                                             |
| 2023 | 29 | 海路 『檸檬』                                                 | いしざわみな 『在る愛の夢』                 | 升味加耀『はやくぜんぶおわってしまえ』 鈴木穣『浴室』 海路『檸檬』 相馬杜宇『在り処』 いしざわみな『在る愛の夢』 河合穂高『人魚の器官／漂う海馬』 |

### 第一次選考通過作品
1995年（第1回）
1996年（第2回）
1997年（第3回）
1998年（第4回）
1999年（第5回）
2000年（第6回）
2001年（第7回）
2002年（第8回）
2003年（第9回）
2004年（第10回）
2005年（第11回）
2006年（第12回）
2007年（第13回）
2008年（第14回）
2009年（第15回）
2010年（第16回）
2011年（第17回）
2012年（第18回）
2013年（第19回）
2014年（第20回）
2015年（第21回）
2016年（第22回）
2017年（第23回）
2018年（第24回）
2019年（第25回）
2020年（第26回）
2021年（第27回）
2022年（第28回）
2024年（第30回）

## 最終選考会・選考委員
- 第1回 - 1995年12月16日、六行会ホール

井上ひさし、別役実、斎藤憐、山崎哲、鴻上尚史、横内謙介、平田オリザ、渡辺えり子（書面参加）、北村想（書面参加）
- 第2回 - 1996年12月15日、紀伊國屋サザンシアター

井上ひさし、別役実、清水邦夫、小松幹生、渡辺えり子、鴻上尚史、坂手洋二
- 第3回 - 1997年12月14日、紀伊國屋ホール

別役実、斎藤憐、清水邦夫、如月小春、横内謙介、坂手洋二、平田オリザ
- 第4回 - 1999年1月16日、かでる2.7[注釈 2]

井上ひさし、別役実、清水邦夫、鴻上尚史、横内謙介、平田オリザ、渡辺えり子
- 第5回 - 1999年12月19日、紀伊國屋ホール

別役実、鴻上尚史、斎藤憐、坂手洋二、清水邦夫、横内謙介、渡辺えり子
- 第6回 - 2000年12月17日、紀伊國屋ホール

別役実、鴻上尚史、小松幹生、斎藤憐、清水邦夫、永井愛、横内謙介
- 第7回 - 2001年12月16日、紀伊國屋ホール

別役実、鴻上尚史、斎藤憐、坂手洋二、清水邦夫、永井愛、横内謙介
- 第8回 - 2002年12月8日、紀伊國屋ホール

永井愛、清水邦夫、別役実、斎藤憐、坂手洋二、鴻上尚史、松田正隆
- 第9回 - 2003年12月14日、紀伊國屋ホール

坂手洋二、永井愛、平田オリザ、松田正隆、横内謙介、渡辺えり子、川村毅
- 第10回 - 2004年12月12日、紀伊國屋ホール

川村毅、斎藤憐、坂手洋二、永井愛、マキノノゾミ、松田正隆、横内謙介
- 第11回 - 2005年12月10日、紀伊國屋サザンシアター

川村毅、斎藤憐、土田英生、永井愛、平田オリザ、横内謙介、渡辺えり子
- 第12回 - 2006年12月17日、紀伊國屋ホール

川村毅、鴻上尚史、斎藤憐、坂手洋二、永井愛、マキノノゾミ、横内謙介
- 第13回 - 2007年12月9日、紀伊國屋サザンシアター

川村毅、小松幹生、斎藤憐、坂手洋二、佃典彦、土田英生、平田オリザ
- 第14回 - 2008年12月14日、紀伊國屋ホール

川村毅、鴻上尚史、斎藤憐、坂手洋二、佃典彦、土田英生、横内謙介
- 第15回 - 2009年12月13日、座・高円寺

川村毅、斎藤憐、坂手洋二、佃典彦、マキノノゾミ、横内謙介、渡辺えり
- 第16回 - 2010年12月12日、座・高円寺

ケラリーノ・サンドロヴィッチ、斎藤憐、坂手洋二、佃典彦、マキノノゾミ、横内謙介、渡辺えり
- 第17回 - 2011年12月11日、座・高円寺

川村毅、坂手洋二、佃典彦、土田英生、マキノノゾミ、横内謙介、渡辺えり
- 第18回 - 2012年12月9日、座・高円寺

川村毅、坂手洋二、佃典彦、土田英生、マキノノゾミ、横内謙介、渡辺えり
- 第19回 - 2013年12月15日、座・高円寺

川村毅、鴻上尚史、坂手洋二、鈴江俊郎、佃典彦、マキノノゾミ、渡辺えり
- 第20回 - 2014年12月14日、座・高円寺

鴻上尚史、佃典彦、土田英生、永井愛、マキノノゾミ、横内謙介、渡辺えり
- 第21回 - 2015年12月13日、座・高円寺

鴻上尚史、坂手洋二、鈴江俊郎、佃典彦、土田英生、マキノノゾミ、渡辺えり
- 第22回 - 2016年12月11日、座・高円寺

川村毅、鴻上尚史、坂手洋二、鈴江俊郎、佃典彦、土田英生、マキノノゾミ
- 第23回 - 2017年12月17日、座・高円寺

川村毅、坂手洋二、佃典彦、土田英生、永井愛、マキノノゾミ、渡辺えり
- 第24回 - 2019年1月26日、J:COM ホルトホール大分

川村毅、坂手洋二、佃典彦、土田英生、永井愛、平田オリザ、マキノノゾミ
- 第25回 - 2019年12月15日、座・高円寺

坂手洋二、篠原久美子、瀬戸山美咲、佃典彦、土田英生、マキノノゾミ、渡辺えり
- 第26回 - 2020年12月13日、オンライン審査会

川村毅、坂手洋二、わかぎゑふ、佃典彦、桑原裕子、土田英生、マキノノゾミ、渡辺えり
- 第27回 - 2021年12月12日、座・高円寺

赤澤ムック、川村毅、坂手洋二、瀬戸山美咲、佃典彦、横山拓也、渡辺えり
- 第28回 - 2022年10月25日

鹿目由紀、川村毅、瀬戸山美咲、中屋敷法仁、平田オリザ、渡辺えり
- 第29回 - 2023年

長田育恵、鹿目由紀、シライケイタ、瀬戸山美咲、平田オリザ